# Manuel Agujetas
Manuel de los Santos Pastor, auch bekannt als Agujetas oder Agujetas de Jerez (* 17. Mai 1939 in Rota, Spanien; † 25. Dezember 2015 in Jerez de la Frontera), war ein Flamenco-Sänger. Seinen Spitznamen hatte er von seinem Vater übernommen, auf den man sich heute unter Agujetas Viejo bezieht. Beide folgten der Schule von Manuel Torre in der Tradition von Jerez de la Frontera. Er ist der Vater der Sängerin Dolores Agujetas und des Sängers Antonio Agujetas. Er arbeitete in der  Schmiede seines Vaters, bis er als Jugendlicher nach Madrid ging, um dort zu arbeiten.
Manuel Agujetas war an den Aufnahmen von Magna Antología del Cante beteiligt, die von Blas Vega zusammengestellt wurden. Er sang eine Martinete in Carlos Sauras Film Flamenco von 1995 und in Dominique Abels Dokumentation Agujetas.Cantaor. Eine eindrucksvolle Momentaufnahme seiner Sangeskunst schrieb 1985 der Flamenco-Experte Christof Jung, der mit Agujetas befreundet war:

„Urplötzlich fängt er dann an, "por Martinetes" zu singen, eine Martinete nach der anderen. Bei den schwierigen Partien schwellen seine Halsadern. Immer mehr steigert er sich in einen ekstatischen Zustand hinein, "singt sich tief hinunter" (muy jondo) – seine Kraftreserven scheinen unerschöpflich [...] Vom Unglück, als Gitano in diese Welt hineingeboren zu sein, klagt sein Lied, vom uralten Leid seines Volkes, das in Schmutz und Elend lebt. Sein Gesang ist voller Trauer, hat eine ungeheure expressive Kraft, ist rein und archaisch; ohne Tricks, ohne akrobatische Schnörkel, Schluchzer und langgezogene "Aayys" Nein, sein Schrei ist kurz – aber er verwundet wie ein Ätzbrand. [...] Viele große Cantaores habe ich schon in Spanien gehört, doch keiner von ihnen war fähig, drei oder vier Martinetes hintereinander zu singen. Manuel aber singt sie nun schon seit Stunden – es ist unbegreiflich! Nach dieser einmaligen Darbietung wagte es keiner der Anwesenden mehr, an diesem Abend zu singen.“

## Diskografie
- Viejo cante jondo (1972)
- Premio Manuel Torre de Canta Flamenco (1974)
- El color de la hierba (1978)
- Grandes Cantaores de flamenco: Agujetas (1986)
- En París (1990)
- El Querer no se puede ocultar (1998)
- En la soleá (1998)
- Agujetas cantaor (1999)
- 24 quilates (2002)
- El rey del cante gitano (2003)
- Archivo de flamenco: el Agujetas